# トレント・ディルファー
トレント・ディルファー（Trent Farris Dilfer、1972年3月13日 - ）は、アメリカ合衆国サンタクルーズ出身のアメリカンフットボールの元選手である。クォーターバックとして、1994年シーズンから2007年シーズンまでタンパベイ・バッカニアーズ、ボルチモア・レイブンズといった5チームを渡り歩き、14年間プレーした。
ディルファーは、1994年のNFLドラフトでタンパベイ・バッカニアーズから1巡目全体6位の指名を受けて入団した。バッカニアーズで6年間プレーした後、ボルチモア・レイブンズと契約し、その年のシーズン途中に先発QBに昇格し、第35回スーパーボウルを制覇した。レイブンズ初のスーパーボウル制覇の試合に先発QBとしてプレーしたディルファーだったが、当時のレイブンズは殿堂入りラインバッカーであるレイ・ルイスを中心とした強力守備のチームであったこともあり、スーパーボウルを制覇したQBでありながら、1年で放出された。
レイブンズの後はシアトル・シーホークスで4年、クリーブランド・ブラウンズで1年、サンフランシスコ・49ersで2年プレーし、2008年に引退した。
引退後は、2017年までESPNの解説者を務め、2019年からは高校のフットボールコーチをしている。

## プロ入りまで
カリフォルニア州立大学フレズノ校では2年半先発QBを務めた。彼の在学中チームは3年連続でカンファレンスで優勝を果たした（同率首位を含む）。3年次の1993年にはウェスタン・アスレティック・カンファレンスの最優秀攻撃選手、カレッジフットボールのトップパサーに与えられるサミー・ボウ賞に選ばれた。また在学中に271回連続インターセプトなしのNCAA記録を樹立した。この記録は2007年にケンタッキー大学のアンドレ・ウッドソンによって破られた。
彼は大学最終学年に進級せず、NFLドラフトにアーリーエントリーを行った。

## プロ入り後

### タンパベイ・バッカニアーズ
1994年のドラフト1巡全体6位でタンパベイ・バッカニアーズに指名された。同年により先にドラフト指名された選手より契約は遅く、8月になってから4年平均で247万ドルの契約を結んだ。この年2試合で先発、パス成功率46.3%、433ヤードを獲得、1TD、6INTの成績に終わり、2試合ともチームは敗れた。この年のエースQBはクレイグ・エリクソンである。
2年目の1995年、ドラフト当日にエリクソンが1996年のドラフト1巡指名権とのトレードでインディアナポリス・コルツに移籍、エースQBとなったが4TDパスに対して18インターセプトを喫した。この年のミネソタ・バイキングス戦でジョン・ランドルを殴り退場となった。NFLのQBで退場処分を受けたのは彼のみである。
3年目の1996年はTDパスは12回と増えたが、インターセプトも自己ワーストの19回と増えた。
1997年、ドラフト1巡で入団したウォリック・ダンとFBマイク・オルストットの活躍もあり、彼は自身初のプロボウルに選ばれた。この年開幕から12試合で2213ヤードを獲得、19TD、5INTの成績を残した。しかしシーズン終盤の4試合では成績を落とした。15年ぶりに出場したプレーオフでチームはNFC中地区のライバル、デトロイト・ライオンズを降したが、同じく同地区ライバルで前年のスーパーボウルチャンピオンのグリーンベイ・パッカーズに敗れた。
1998年も前年と同じ21TDをあげた。
1999年第10週に負傷し、シーズン残り試合を欠場した。

### ボルチモア・レイブンズ
2000年3月8日、トニー・バンクスの控えQBとしてボルチモア・レイブンズと契約した。チームが連敗し、4試合連続でオフェンスがタッチダウンをあげない試合が続いた後、ディルファーは先発QBに昇格した。先発した最初の試合ではオフェンスがタッチダウンをあげることなく敗れ、3連敗及び5試合連続でオフェンスタッチダウンなしとなったが、これ以降チームは7連勝し12勝4敗（うちディルファーが先発した試合では7勝1敗）でシーズンを終えた。
プレーオフで3勝して臨んだタンパで行われた第35回スーパーボウルではブランドン・ストークリーへの38ヤードのTDパスを通した。チームは34-7でニューヨーク・ジャイアンツに勝利、ディルファーはパス12回成功、153ヤードを獲得、1TDをあげた。
ジェシー・アームステッドにインターセプトリターンTDをあげられたかのように見えたプレーがあったが、ジャイアンツにホールディングの反則があり、事なきを得た。ディルファーは再契約を結ぶことなく、スーパーボウルに勝利したQBとしては初めて他チームに去るQBとなった（スーパーボウルの勝利を最後に現役引退したQBには、第33回スーパーボウルのジョン・エルウェイ、第50回スーパーボウルのペイトン・マニングがいる。）。
レイブンズのスーパーボウル制覇は、ポストシーズン4試合で23得点しか許さなかった強力ディフェンスのおかげであり、彼の成績はパス成功率55.5%、2859ヤードを獲得、21TD、QBレイティング70.2であった。またオフェンスではTEシャノン・シャープ、Tジョナサン・オグデン、RBプリースト・ホームズとタレントにも恵まれていた。

### シアトル・シーホークス
2001年8月3日、マット・ハッセルベックの控えとしてシアトル・シーホークスと契約を結んだ。この年第3週のオークランド・レイダース戦でハッセルベックが負傷すると彼に代わって2試合に先発出場して勝利したが、ハッセルベックが復帰すると控えQBに戻った。その後もワシントン・レッドスキンズ戦で交代出場、ハッセルベックが左肩を脱臼したため、最後の2試合でも先発出場していずれも3点差で勝利した。
この年彼のQBレイティングは92.0、レイブンズ時代からの連勝を15に伸ばした。エースQBのハッセルベックが12試合で先発し5勝7敗、7TD、8INTに終わったことから2002年3月1日、シーホークスと4年契約を結び、マイク・ホルムグレンヘッドコーチからはエースQBに指名された。しかしインディアナポリオス・コルツとのプレシーズンゲームで右ひざのMCLを捻挫、開幕戦は欠場し、第2週のアリゾナ・カージナルス戦で復帰した。第8週の人工芝スタジアムであるテキサス・スタジアムで行われたダラス・カウボーイズ戦でアキレス腱を断裂してシーズン絶望となった。前年まで直近の先発20試合で19勝1敗の成績をあげていたが、この年は先発5試合で1勝4敗に終わった。
2003年はハッセルバックの控えを務めた。シーズン開幕前に5歳の息子が亡くなった。
2004年は2試合で先発出場、11月28日のマイアミ・ドルフィンズ戦、12月26日のアリゾナ・カージナルス戦いずれも勝利した。

### クリーブランド・ブラウンズ
2005年3月、クリーブランド・ブラウンズにトレードされて4年契約を結んだ。新人QBチャーリー・フライの教育係として期待された。この年彼は2321ヤードを獲得、11TD、12INT、9ファンブル（ファンブルロストが7回）の成績でQBレイティングは76.9であったが、パス成功率は自己ベストの59.8%であった。チームは6勝10敗でディルファーは1年でブラウンズを去った。

### サンフランシスコ・49ers
2006年5月、ケン・ドーシー、翌年のドラフト7巡指名権とのトレードでサンフランシスコ・49ersに移籍した。彼は永久欠番となっているプロフットボール殿堂入りしているジョン・ブロディの許可を得て背番号12を着けた。ナイナーズでは2005年のドラフト全体1位で入団したアレックス・スミスの教育係を務めた。
2007年9月30日、アレックス・スミスが肩を脱臼したため2試合に先発出場、怪我から復帰したスミスにいったんは先発の座を渡すものの、復帰後の成績が低調なスミスに代わって11月14日にマイク・ノーランより先発QBに指名されて4試合に先発した。第14週のミネソタ・バイキングス戦で第4ダウン残り2ヤードでファーストダウンを狙ったダイブプレーで脳震盪を起こし、シーズン残り試合を欠場、ナイナースでは第3QBのショーン・ヒルが先発QBとなった。

## 現役引退後
2008年7月9日、現役引退を発表した。同年NFLネットワークのゲストアナリストを務めた。2007年9月15日にはNFLネットワークのプレゲームショーに出演した。2017年にESPNのコスト削減により彼は解雇され、代わりにレックス・ライアンが就任した。
2009年にフレズノ郡のスポーツ殿堂に選出された。